# Sainte-Croix-en-Plaine
Sainte-Croix-en-Plaine är en kommun i departementet Haut-Rhin i regionen Grand Est (tidigare regionen Alsace) i nordöstra Frankrike. Kommunen ligger i kantonen Colmar-Sud som tillhör arrondissementet Colmar. År 2022 hade Sainte-Croix-en-Plaine 3 026 invånare.

## Befolkningsutveckling
Antalet invånare i kommunen Sainte-Croix-en-Plaine
| Referens: INSEE |